# Kystradio - livsnerven til søens folk!
Kystradio - livsnerven til søens folk! er en dansk dokumentarfilm fra 1985 instrueret af Werner Hedman. En ny revideret dansk og engelsk version på 27 min (309 m) blev produceret i 1987.

## Handling
En skildring af de danske kystradiostationer, hvor man er i gang døgnet rundt, året rundt, også om natten. De danske kystradiostationer er placeret i Lyngby, Skagen, Blåvand, Rønne og i Thorshavn på Færøerne. Med radiotelekommunikation dækker stationerne de indre danske farvande og de oversøiske.